# Giovanni Di Michele
Giovanni Di Michele (... – XV secolo) è stato un intarsiatore italiano.
Esponente di primo piano dell'arte della tarsia in legno, Giovanni di Michele da San Piero a Monticelli (o Ponticelli), fu uno dei maggiori maestri del suo tempo.
Attivo soprattutto nell'area fiorentina e toscana, è autore (vi appose la firma “Joanne Michaellis de Sancto Petro ad Monticellos”) degli arredi conservati nella sacrestia vecchia della Cattedrale di Pescia, intarsiati fra il 1449 e il 1479 e restaurati tra il 1926 e il 1932 da Basilio e Angelo Rangoni.
Tracce del suo stile, con motivi ad anfora da cui fuoriescono trionfi floreali stilizzati, sono presenti a Lucca e soprattutto a Firenze: in Santa Maria del Fiore dove iniziò la sua attività, nel bancone centrale e nella cassapanca della sagrestia di Santa Croce e nei banconi della Sacrestia Vecchia della Basilica di San Lorenzo.